# Stare Sierzputy
Stare Sierzputy – wieś w Polsce położona w województwie podlaskim, w powiecie łomżyńskim, w gminie Łomża.
Wierni kościoła rzymskokatolickiego należą do parafii św. Wojciecha Biskupa i Męczennika w Szczepankowie.

## Historia
Wieś szlachecka położona była w drugiej połowie XVI wieku w powiecie łomżyńskim ziemi łomżyńskiej. W latach 1921 – 1939 wieś leżała w województwie białostockim, w powiecie łomżyńskim, w gminie Szczepankowo.
Według Powszechnego Spisu Ludności z 1921 roku wieś zamieszkiwało 71 osób w 12 budynkach mieszkalnych. Miejscowość należała do parafii rzymskokatolickiej w Szczepankowie. Podlegała pod Sąd Grodzki i Okręgowy w Łomży; właściwy urząd pocztowy mieścił się w Łomży.
W wyniku napaści ZSRR na Polskę we wrześniu 1939 miejscowość znalazła się pod okupacją sowiecką. Od czerwca 1941 roku pod okupacją niemiecką. Od 22 lipca 1941 do 1945 włączona w skład Landkreis Lomscha, Bezirk Bialystok III Rzeszy.
W latach 1975–1998 miejscowość administracyjnie należała do województwa łomżyńskiego.